# WitchCraft (gioco)
WitchCraft è un gioco di ruolo statunitense di ambientazione horror moderna scritto da C. J. Carella e pubblicato nel 1996 dalla Myrmidon Press e attualmente pubblicato dalla Eden Studios. In Italia è stato pubblicato dalla Wild Boar Edizioni. È stato il primo gioco di ruolo basato sul sistema di gioco Unisystem.

## Storia e ambientazione
Il mondo di Witchcraft è apparentemente simile al nostro mondo moderno, ma sotto la patina della realtà si agitano forze oscure, mostri sovrannaturali danno la caccia agli esseri umani, culti segreti cercano di far risorgere mostruose divinità provenienti da realtà parallele, società segrete lottano per il controllo del mondo o semplicemente per approfondire le proprie conoscenze o per proteggere i loro membri.
Si sta approssimando un "Tempo del Giudizio" (Reckoning), gli esseri umani dotati di poteri magici stanno aumentando, così come aumentano gli spiriti, i non morti e gli esseri sovrannaturali. Ma nessuno sa cosa aspettarsi esattamente, solo che un grande cambiamento è nell'aria, alcuni pensano lo scontro finale tra il bene e il male.
I giocatori possono assumere il ruolo di
- Adepti (Gifted in originale): esseri umani con poteri magici
- Adepti minori (Lesser Gifted): con poteri magici minori, ma maggiori abilità mondane.
- Profani (Mundane): esseri umani privi di capacità magiche
- Bast: esseri sovrannaturali dall'aspetto di gatti, in alcuni casi (Bast nobili) in grado di assumere temporaneamente aspetto umano

I manuali aggiuntivi dettagliano altri tipi di esseri sovrannaturali (Vampyre  dai poteri simili ai vampiri delle leggende, fantasmi, discendenti immortali degli abitanti di Atlantide, mannari, e così via). Generalmente ogni personaggio appartiene ad una società segreta (Covenant), ma può anche decidere di essere un solitario e non essere vincolato a nessuna di esse.
In Witchcraft i mondi della magia, delle fiabe e del mito sono tutti reali e circondano tutti, sia che possa vederli o meno. Witchcraft si ispira pesantemente alle pratiche neopagane e alle sue pratiche, con la clausola che pur facendo questo non sceglie un sistema di credenze rispetto agli altri. In Witchcraft tutti sono visti come equalmente veri e equalmente falsi allo stesso tempo.
Witchcraft può essere usato per emulare diversi scenari horror e sovrannaturali, dal dark fantasy, horror contemporaneo, storie cospirazioniste, splatterpunk, sebbene ambientazioni cospirazioniste e lo splatterpunk siano meglio gestiti dai suoi prodotti fratelli Conspiracy X e All Flesh Must Be Eaten.
Witchcraft ha molte somiglianze al Mondo di Tenebra, l'ambientazione alla base dei giochi di ruolo della White Wolf, in particolare a Mage: The Ascension, entrambi presentano un mondo che superficialmente somiglia a quello moderno, ma in cui sono presenti creature soprannaturali.

## Le associazioni
Le possibili associazioni a cui possono appartenere i giocatori sono 
Le Wiccale streghe del mondo moderno. Sono numerose e diverse ma condividono alcuni desideri e obbiettivi comuni. Le loro origini risalgono in epoca preistorica e sono state più volte perseguitate, soprattutto dall'inquisizione medievale. La loro magia tende ad essere protettiva a curativa.
I Rosacroce (Fratellanza della Rosa Croce)una congrega di maghi dediti soprattutto alla ricerca della conoscenza. Sono organizzati in maniera più gerarchica delle Wicca e la loro magia tende a essere più orientata al controllo. Spesso si trovano in contrasto con le Wicca
La Società delle SentinelleGuerrieri sacri, investiti dal potere divino. La maggior parte sono cristiani, ma alla società appartengono anche musulmani e ebrei. Combattono una guerra santa contro tutte le creature sovrannaturali.
La Cabala della Psicheun gruppo segreto di persone dotate di poteri psi, votato semplicemente alla mutua protezione dei propri membri. Teme che se l'esistenza di poteri psionici venisse rivelata questo potrebbe scatenare una nuova caccia alle streghe e fa del suo meglio per evitare che questo accada.
L'Ordine del Crepuscolonegromanti interessati ai misteri della vita dopo la morte e alla protezione degli esseri umani dagli spiriti (e viceversa). Mediante una facciata pubblica di medium e organizzazioni di investigazioni spiritiche cerca di fare da intermediario tra il mondo dei vivi e quello dei morti.
Fratellanza di Giuda - gli Iscariotiun'associazione composta in gran parte da non morti (spiriti, vampyre, morti ritornanti e altri) che cerca di usare i propri poteri oscuri per proteggere il genere umano (descritta nel Codex Mysterium)
Casa di Thanatosun'associazione di non morti, negromanti, maghi e umani ossessionata dai misteri della vita e della morte e alla ricerca di un modo di trascendere il ciclo della vita, diventando immortali senza diventare non morti. (descritta nel Codex Mysterium)
Pariahreietti della società, persone con storie di abuso infantile, schiavitù, incesto o sfruttamento. Formano una società molto informale e in genere orientata alla protezione di altri reietti (descritta nel Codex Mysterium)
Draghi della Tempestamistici artisti marziali, orientati a proteggere le persone comuni dal sovrannaturale (descritta nel Codex Mysterium)
I Cavalieri Templarimortali nemici della Combine, di cui però tendono ad usarne i metodi. Dispongono dei poteri delle mistiche chiavi di Salomone
L'Alleanza di Legbaun'associazione di praticanti del Voodoo. Condividono molti degli obiettivi delle Wicca e generalmente agiscono come mediatori tra il mondo umano e quello degli spiriti e dei morti (descritta nel Codex Abominio).
I Nomadiun'associazione di "ferali" (i mannari dell'ambientazione di Witchcraft) che hanno stretto un patto con due antiche divinità lunari per ottenere un certo controllo sulla loro maledizione (descritta nel Codex Abominio).
I Burloniumani contagiati dalla sostanza aliena degli dei folli, ma che sono riusciti a sopravvivere ed usano i contorti poteri che hanno ottenuto per lottare contro i culti che vorrebbero riportarli in vita. (descritta nel Codex Abominio)
La Loggia dei Senza Morteun'associazione di immortali reincarnazione degli abitanti di Atlantide (descritta nel Codex Abominio)
I SolitariAdepti non associati ad alcuna alleanza.
Esempi di associazioni oscure (che funzionano da avversari per i giocatori - anche se spesso gli obiettivi fra loro contrastanti delle associazioni normali sono sufficienti) sono:
La CombineI proverbiali "Loro", quelli che tirano i fili dietro la scena o che controllano segretamente il governo. Si pensa che il loro obiettivo sia distruggere tutti i gruppi magici, ma in realtà nessuno è sicuro di chi siano o cosa vogliano fare.
i Seguaci degli dei oscuridecine di gruppi di cultisti che adorano esseri dagli enormi poteri provenienti da realtà esterne alla nostra.
il culto del doloreun'associazione di maghi oscuri, che traggono potere dalla tortura e dall'omicidio (descritta nel Codex Mysterium)

## Meccaniche di gioco
Witchcrat è stato il primo gioco ad utilizzare il sistema Unisystem ad essere pubblicato. Venne seguito da Armageddon che è una possibile ambientazione futura di Witchcraft. I personaggi vengono creati utilizzando una riserva di punti che possono essere spesi in attributi, abilità, qualità e metafisica (poteri magici). Si possono scegliere dei Difetti per ottenere di punti extra da spendere in altro.
Gli attributi rappresentano le sei abilità principali, tre fisiche (Forza, Destrezza e Costituzione) e tre mentali (Intelligenza, Percezione e Volontà). I personaggi dispongono di diverse abilità e possono scegliere Vantaggi o Difetti per ottenere capacità o svantaggi che li personalizzino. Altre Qualità di tipo sovrannaturale sono dette Metafisica e vengono usate per designare il tipo di personaggio (Adepto, Adepto Minore, Bast, Spirito) o per dettagliare il tipo di magia che può usare.
La meccanica base è basata sull'uso di dadi a dieci facce (un tiro di Attributo + Abilità + modificatori + un dado a dieci facce contro una soglia di difficoltà fissa di 9). Comunque viene presentato anche un meccanismo di risoluzione basato sulle carte da gioco e uno diceless.

## Edizioni
- Witchcraft 1ª edizione: pubblicata nel 1996 dalla Myrmidon Press
- Witchcrat 2ª edizione: pubblicata nel 1999 dalla Eden Studios. Tradotta in italiano nel 2006 da Wild Boar Edizioni
- Mystery Codex: (1999) Il primo supplemento di WitchCraft. Contiene regole per personaggi spiriti o ritornanti (morti che risorgono dalla tomba per vendicarsi dei torti subiti), artisti marziali mistici e i discepoli della carne (umani che possono incanalare la loro sofferenza in poteri sovrannaturali). Presenta più in dettaglio i sefiroti (i mondi mistici esterni alla terra e in particolare i regni dei morti). Tradotto in italiano nel 2006 da Wild Boar Edizioni con il titolo Codex Mysterium
- Abomination Codex: (2000) Intruduce i Cavalieri Templari, il Voodoo, espande le regole per i ferali introdotte nel Codex Mysterium ed altri poteri metafisici. Tradotto in italiano nel 2007 da Wild Boar Edizioni con il titolo Codex Abominio
- Power and Privilege: (2001) Un libro che descrive in dettaglio la Fratellanza della Rosa Croce
- Book of Hod: (2003) Un libro che dettaglia Hod, il mondo dei sogni.